# شریدان (نوادا)
شریدان (به انگلیسی: Sheridan) یک منطقهٔ مسکونی در ایالات متحده آمریکا است که در شهرستان داگلاس، نوادا واقع شده‌است. شریدان ۱٬۴۶۷٫۰۲ متر بالاتر از سطح دریا واقع شده‌است.